# Pere Valverde Fuentes
Pere Valverde Fuentes (Malgrat de Mar, 1915 - Camp de la Bota, 17 de febrer de 1949) fou un militant del PSUC català, afusellat com a resistent antifranquista.
Era conegut com a ciclista al Maresme pel sobrenom El noi de Calella. Durant la guerra civil espanyola fou condecorat per les autoritats de la Segona República Espanyola amb la medalla al valor individual.
El 1946 el PSUC el va nomenar responsable político-militar de l'Agrupació Guerrillera de Catalunya, formada per dues brigades dirigides per Numen Mestre Ferrando i Jaume Valls Sarda. Va encarregar-se de l'edició d'Ejército y Democracia i va engegar una campanya d'atemptats contra locals falangistes, torres d'alta tensió i restaurants de luxe.
Tanmateix, l'estructura de l'AGC fou desmantellada després de la detenció d'Angel Carrero Sancho el gener de 1947. Fou jutjat amb 80 militants antifranquistes més en consell de guerra el 13 d'octubre de 1948. Juntament amb els membres del PSUC Angel Carrero Sancho, Joaquim Puig i Pidemunt i Numen Mestre Ferrando acusats d'organitzar la posada de bombes el 29 de novembre de 1946 a les seus dels diaris Solidaridad Nacional (òrgan de FET-JONS) i La Prensa, que provocaren un mort i tres ferits. Tots ells foren condemnats a mort i afusellats al Camp de la Bota de Barcelona el 17 de febrer de 1949 